# Georges-Antoine Rochegrosse

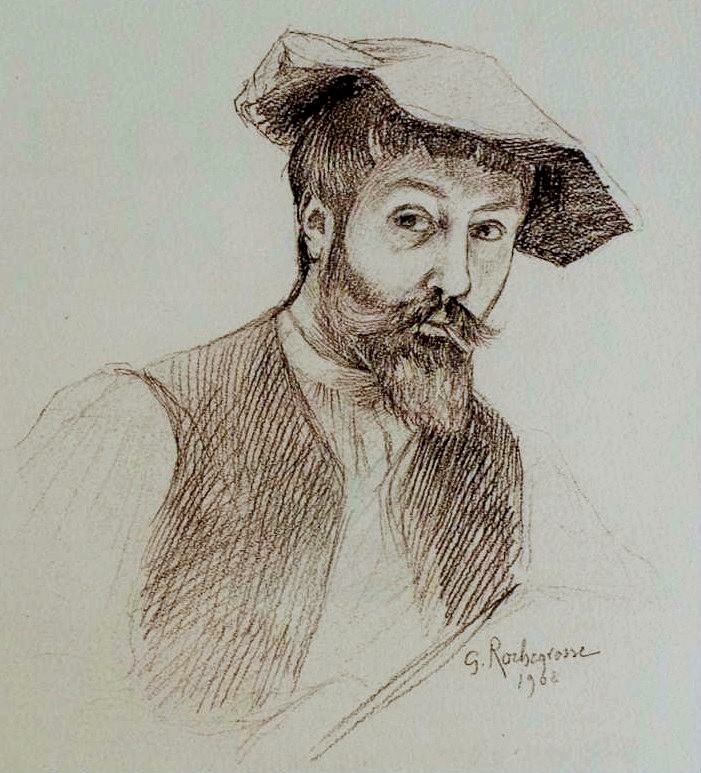
Selbstporträt (1908)

Georges-Antoine Rochegrosse (geboren 2. August 1859 in Versailles; gestorben 11. Juli 1938 in El Biar, französisch Algerien) war ein französischer Maler und Illustrator.

## Leben

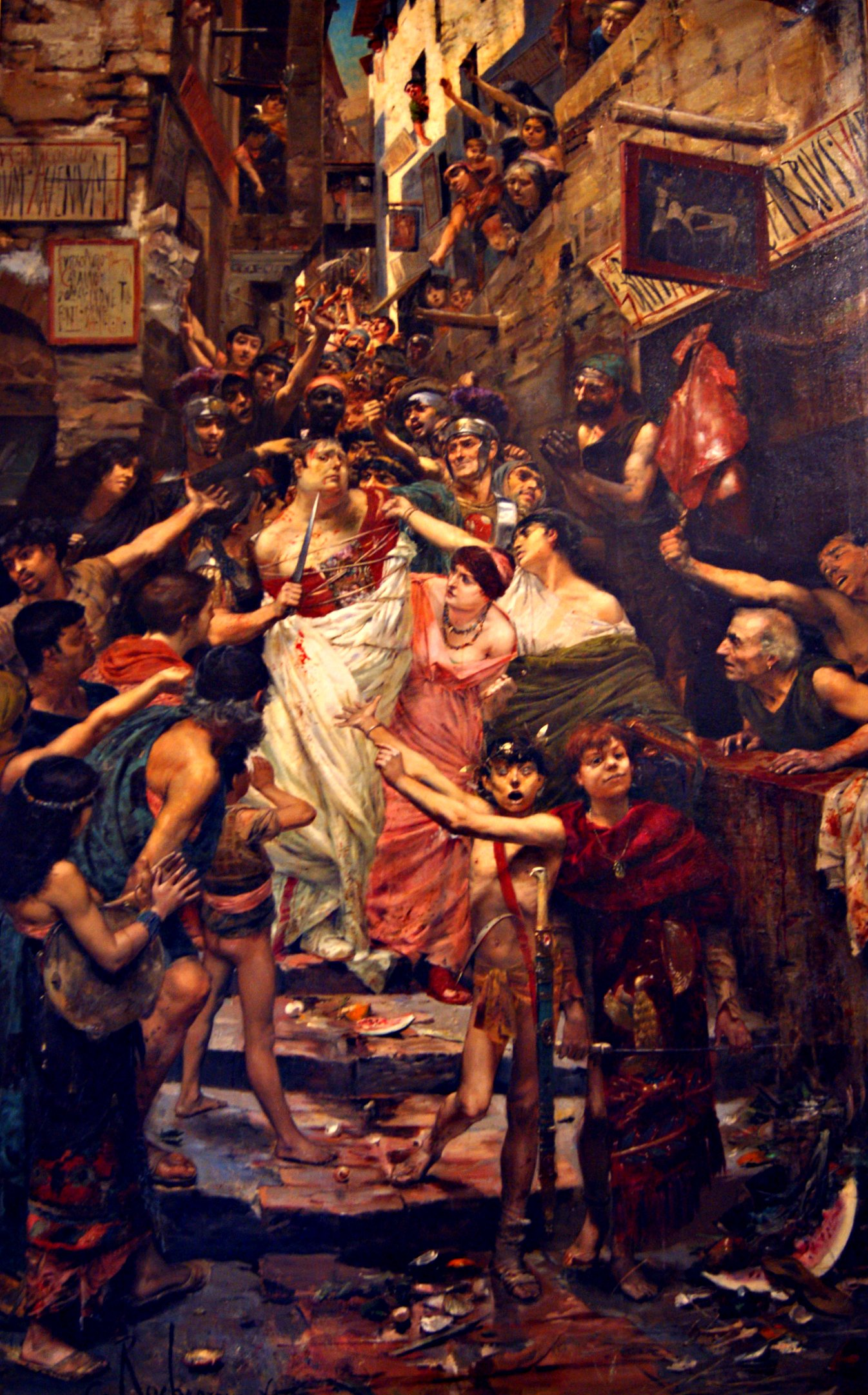
Vitellius in den Straßen Roms

Rochegrosse wuchs in einem künstlerischen und gebildeten Umfeld auf. Seine Mutter war früh verwitwet und heiratete in zweiter Ehe den Dichter Théodore de Banville. Seine ersten Kunstkurse erhielt er im Atelier von Alfred Dehodencq, in dem auch dessen Sohn Edmond ausgebildet wurde. Anschließend trat er in die Académie Julian ein, wo er sein künstlerisches Studium bei Jules Lefebvre und Gustave Boulanger fortsetzte. Dort waren Marcel Baschet, [Henri] Lucien Doucet (1856–1895), Paul [Joseph] Jamin (1853–1903), Émile Renouf (1845–1894) und Francis Tattegrain (1852–1915) seine Mitschüler. Die ersten veröffentlichten Werke erschienen um 1878 in der Zeitschrift La Vie Moderne, die von Émile Bergerat herausgegeben wurde.
Er besuchte die École nationale supérieure des beaux-arts de Paris, um sich weiterzubilden. Zu Beginn seiner Karriere war er als Historienmaler tätig. Er bewarb sich mehrmals für den Prix de Rome, 1880 ging der Preis an seinen Freund Lucien Doucet. 1881 nahm er nicht teil und trat 1883 nochmals erfolglos an. 1882 durfte er mit dem Gemälde Vitellius traîné dans les rues de Rome par la populace am Salon de Paris teilnehmen. Später erhielt er ein Stipendium, um eine Studienreise zu unternehmen. 1894 kam er nach Algerien und ließ sich mit seiner Frau Marie Leblond im Jahre 1900 in El Biar in der Nähe von Algier nieder. Durch die Begegnung mit der Kultur Algeriens wurde er ein Maler des Orientalismus. Jedes Jahr besuchte er im Sommer Paris, wo er der Jury des Salon des artistes français angehörte.

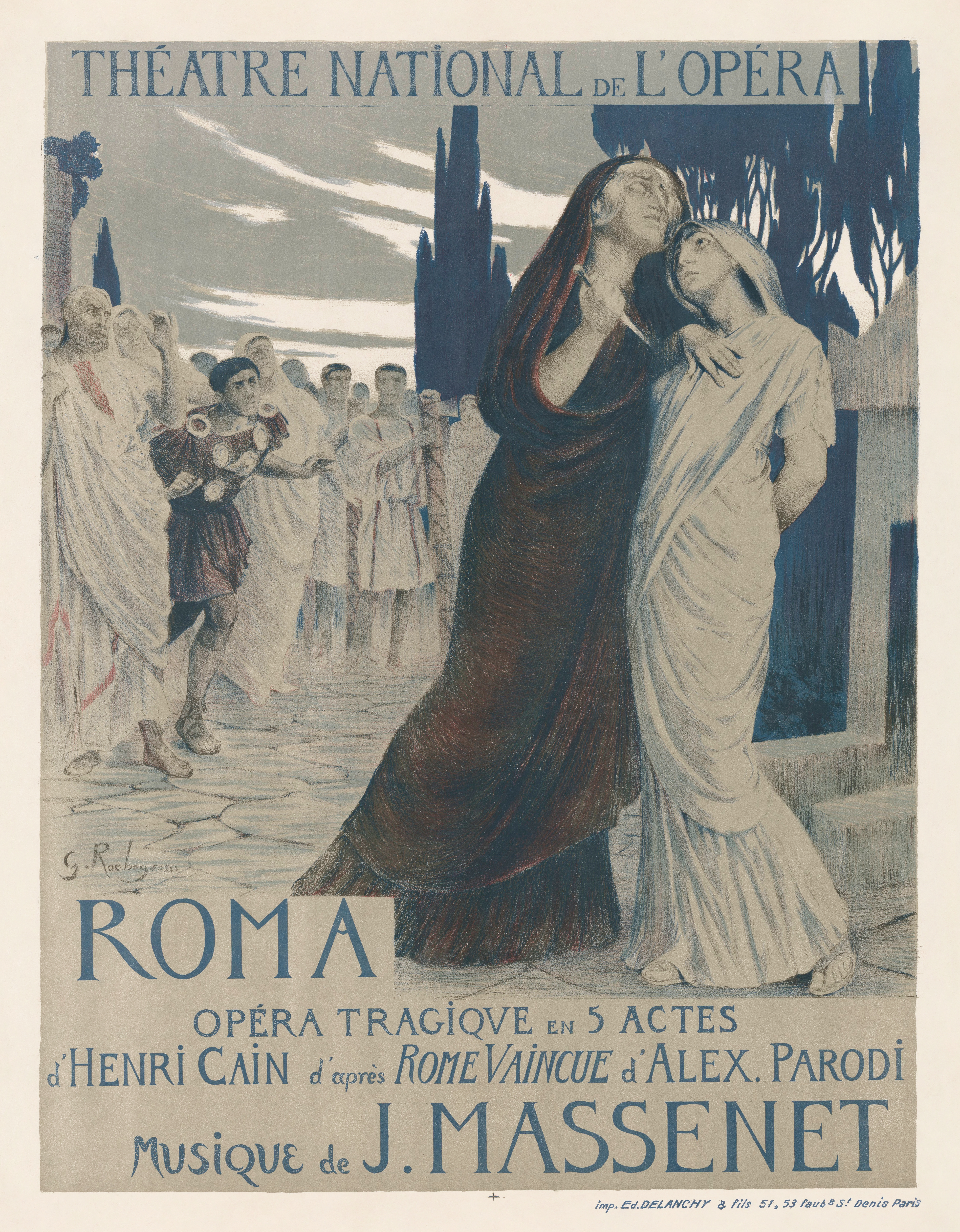
Plakat zu „Roma“ von Jules Massenet.

Rochegrosse erhielt zahlreiche Auszeichnungen, darunter die Bronzemedaille der Weltausstellung im Jahr 1889, den Ritterorden der Ehrenlegion im Jahr 1892, die Goldmedaille der Weltausstellung 1899 sowie den Offizierorden der Ehrenlegion 1910. Als Professor in der Kunstakademie in Algier nahm er Einfluss auf Generationen von Orient-Künstlern, darunter Paul Nicolai, José Ortega, Alexandre Rigotard und Marcel Rousseay-Virlogeux.
Nach dem Tod seiner Frau im Jahr 1920 wurde er durch seine religiöse Malerei bekannt. Er gehörte zu den letzten Repräsentanten der Akademischen Kunst. Rochegrosse wohnte und arbeitete in einem Haus in Paris, das auch das Theater Grand Guignol beherbergte.
Er illustrierte die Werke zahlreicher Schriftsteller, darunter Homers Odyssee, das Satyricon von Titus Petronius, die Orestie von Aischylos, Victor Hugos Der lachende Mann und Die Elenden, Auguste de Villiers de L’Isle-Adams Akëdysseril, Théophile Gautiers Princesses, Gustave Flauberts Salammbô, Hérodias und La Tentation de saint Antoine sowie Werke von Anatole France.

## Werke (Auswahl)

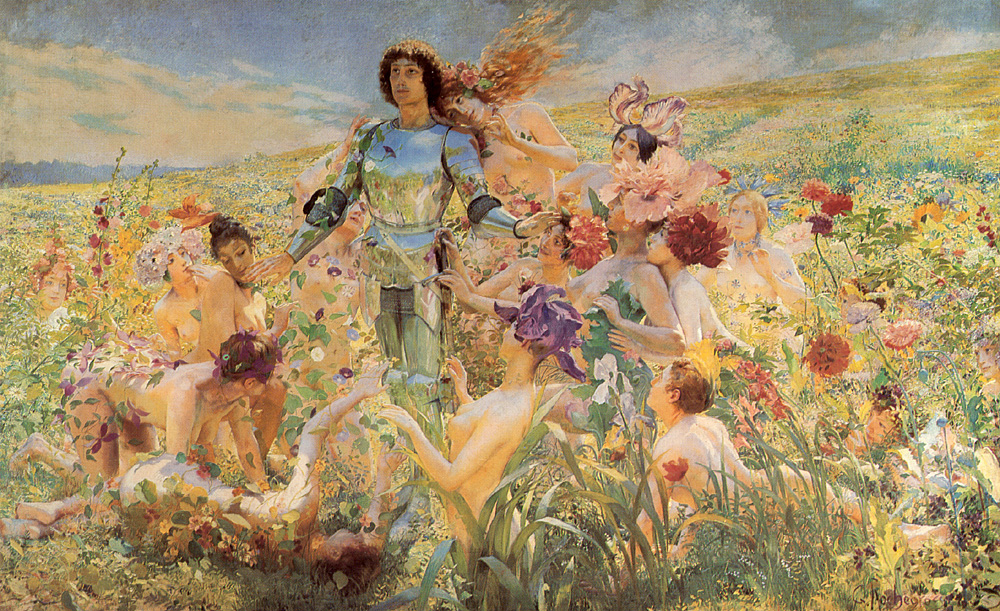
Parsifal, le chevalier aux fleurs (Musée d’Orsay, 1894)

- 1891: Sündenpfuhl Babylon (Gemälde)
- 1931: Odyssée, übersetzt von Charles Leconte de Lisle, illustriert von Rochegrosse. A. Ferroud, F. Ferroud Successeur, Paris, 501 Exemplare.